# Kościół katolicki w Paragwaju
Kościół katolicki w Paragwaju jest częścią ogólnoświatowego Kościoła rzymskokatolickiego, pod duchowym przewodnictwem papieża w Rzymie.
W Paragwaju żyje około 5,7 mln katolików – około 89,6% ogólnej populacji (w 2002). Kraj jest podzielony na dwanaście diecezji, w tym jednej archidiecezji.

## Historia (XVI – XIX w.)

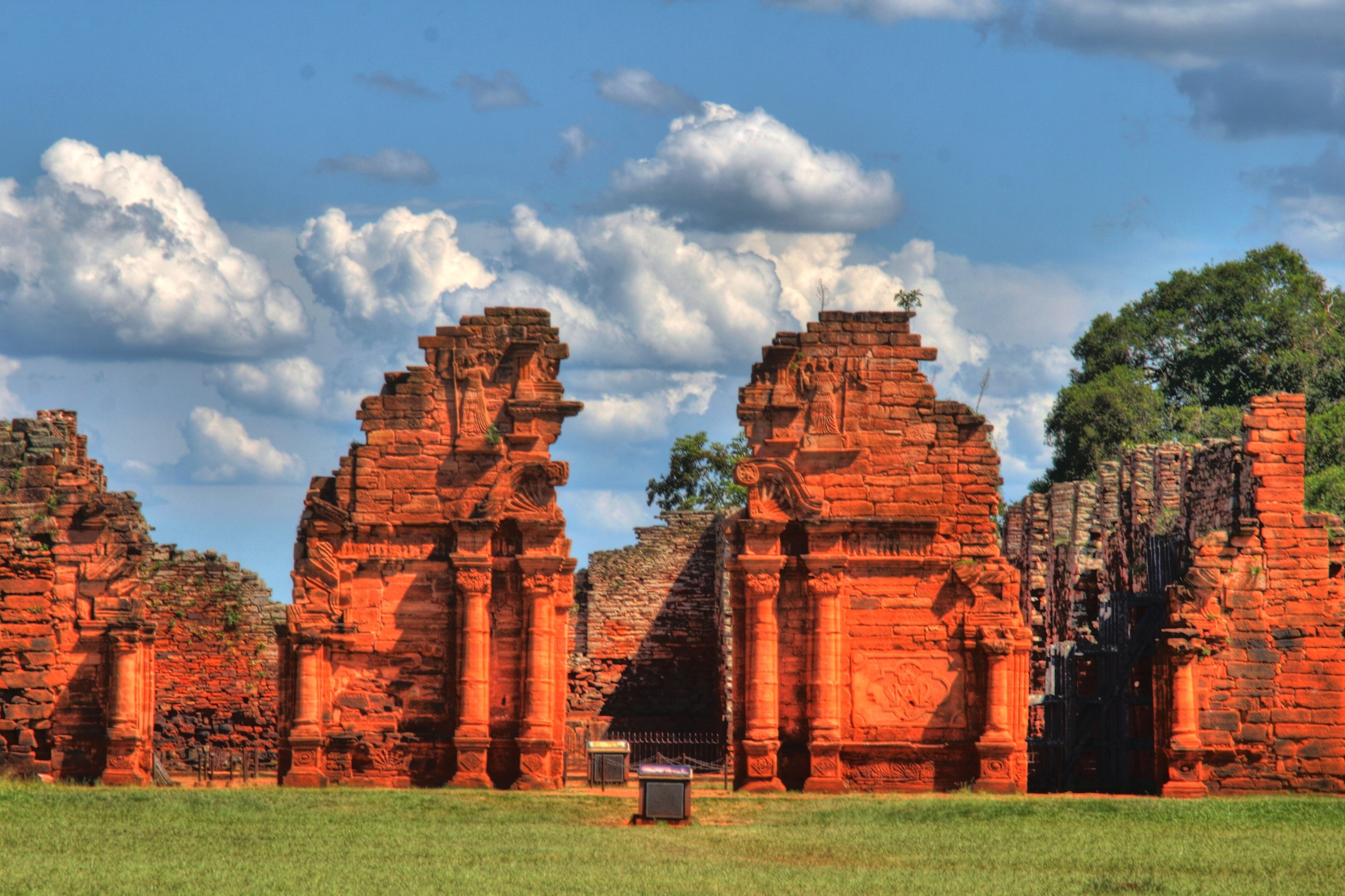
San Ignacio Miní – kościół wybudowany w 1632 w redukcji jezuickiej w Prowincji Paragwaju.

Ewangelizacja Paragwaju rozpoczęła się w 1542 roku. Pierwsza diecezja została w Paragwaju została utworzona w 1547, ale pierwszy biskup pojawił się w niej dopiero w 1556 roku.
W 1609 roku Hiszpania nadała Jezuitom ziemie na terenie obecnego Paragwaju, gdzie zakon założył 8 redukcji misyjnych, w których to zakon szerzył idee życia w duchu pierwszych chrześcijan.
Pierwsza osada misyjna, San Ignacio Guazú, powstała tam na przełomie 1609 i 1610 roku. Z 30 redukcji utworzono autonomiczne państwo, Chrześcijańską Republikę Guarani, która była podległa Królowi Hiszpanii.
Księża działali również na rzecz ochrony Indian przed systemem encomiendy, praktykowanym przez hiszpańskich osadników, opartym początkowo na niewolniczej a później na pańszczyźnianej pracy ludności indiańskiej i na prawie ściągania od Indian daniny należnej koronie hiszpańskiej w zamian za opiekę nad nimi.
Indianie byli zachęcani do chrystianizacji i osiedlania się w redukcjach, przy czym nie byli poddawani europeizacji i zachowywali własne tradycje, a Jezuici zachęcali ich do uprawy ostrokrzewu paragwajskiego do produkcji yerba mate. Księża uczyli Indian rolnictwa i hodowli.
Jezuici rezydowali w kraju do 1768, kiedy to zostali wygnani z Ameryki Łacińskiej.

## XXI wiek
Kościół katolicki jest w Paragwaju największa chrześcijańską wspólnotą wyznaniową, jednak jego wpływ na państwo jest dużo słabszy niż w większości krajów Ameryki Łacińskiej. Z każdym rokiem rośnie liczba wyznawców odbywających niekonwencjonalne praktyki religijne. W niektórych rejonach kraju księża nadal uważani są uzdrowicieli i czarowników, nie zaś za przedstawicieli Kościoła.

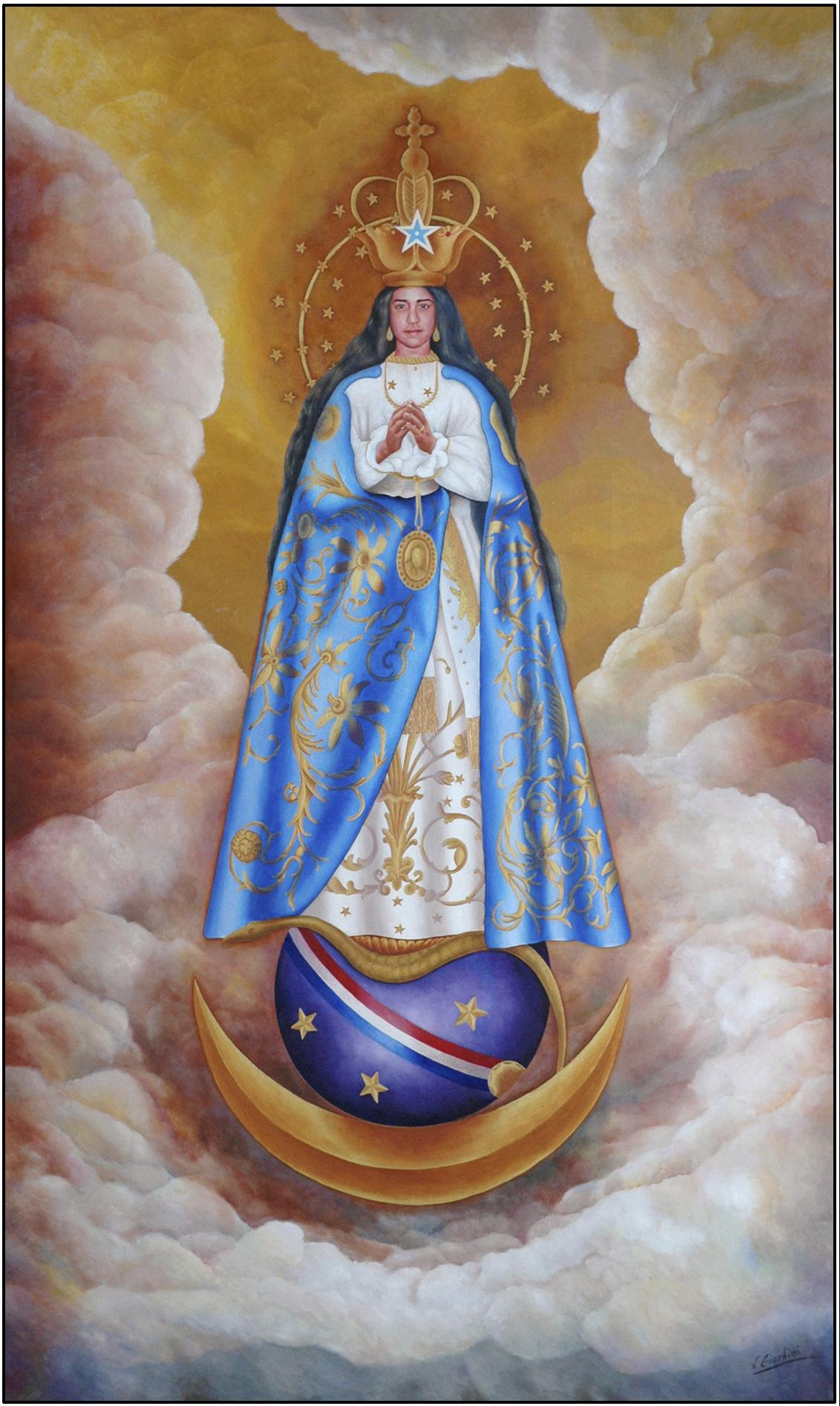
Wizerunek Matki Boskiej z Caacupé

## Kult Matki Boskiej
Paragwajczycy w sposób szczególny kultywują Matkę Boską, o czym świadczyć mogą nazwy geograficzne miast: Asunción (hiszp. Wniebowzięcie) (stolica kraju), Concepción (hiszp. Niepokalane Poczęcie) i Encarnación (hiszp. Wcielenie) – Narodzenie Jezusa. Diecezja Asunción była pierwszą diecezja w Ameryce Południowej z tytułem maryjnym
Narodowym sanktuarium maryjnym jest Sanktuarium Maryjne w Caacupé, dokąd co roku pielgrzymuje ponad milion osób. 8 grudnia przypada tam główna uroczystość odpustowa.